# Krajišići
Krajišići – wieś w Bośni i Hercegowinie, w Federacji Bośni i Hercegowiny, w kantonie zenicko-dobojskim, w gminie Olovo. W 2013 roku liczyła 5 mieszkańców, z czego większość stanowili Serbowie.